# 1. deild karla 1991
Mùa giải 1991 của 1. deild karla là mùa giải thứ 37 của bóng đá hạng hai ở Iceland.

## Bảng xếp hạng
| Vị thứ | Đội        | Số trận | Thắng | Hòa | Thua | Bàn thắng | Bàn thua | Hiệu số | Điểm | Ghi chú                     |
| ------ | ---------- | ------- | ----- | --- | ---- | --------- | -------- | ------- | ---- | --------------------------- |
| 1      | ÍA         | 18      | 14    | 1   | 3    | 55        | 12       | +43     | 43   | Thăng hạng Úrvalsdeild 1992 |
| 2      | Þór A.     | 18      | 11    | 2   | 5    | 38        | 22       | +16     | 35   | Thăng hạng Úrvalsdeild 1992 |
| 3      | Keflavík   | 18      | 10    | 4   | 4    | 47        | 22       | +25     | 34   |                             |
| 4      | Grindavík  | 18      | 10    | 3   | 5    | 28        | 17       | +11     | 33   |                             |
| 5      | Þróttur R. | 18      | 9     | 3   | 6    | 33        | 25       | +8      | 30   |                             |
| 6      | Fylkir     | 18      | 7     | 6   | 5    | 31        | 22       | +9      | 27   |                             |
| 7      | ÍR         | 18      | 8     | 2   | 8    | 43        | 35       | +8      | 26   |                             |
| 8      | Selfoss    | 18      | 5     | 2   | 11   | 23        | 38       | -15     | 17   |                             |
| 9      | Haukar     | 18      | 2     | 2   | 14   | 16        | 67       | -51     | 8    | Xuống hạng 2. deild 1992    |
| 10     | Tindastóll | 18      | 1     | 1   | 16   | 18        | 72       | -54     | 4    | Xuống hạng 2. deild 1992    |

## Danh sách ghi bàn
| Cầu thủ               | Số bàn thắng | Đội bóng   |
| --------------------- | ------------ | ---------- |
| Arnar Gunnlaugsson    | 18           | ÍA         |
| Tryggvi Gunnarsson    | 14           | ÍR         |
| Kjartan Einarsson     | 12           | Keflavík   |
| Goran Micic           | 11           | Þróttur R. |
| Þórður Guðjónsson     | 11           | ÍA         |
| Halldór Áskelsson     | 11           | Þór A.     |
| Einar Þór Daníelsson  | 10           | Grindavík  |
| Júlíus Þór Tryggvason | 10           | Þór A.     |